# Villers-les-Ormes
Villers-les-Ormes är en kommun i departementet Indre i regionen Centre-Val de Loire i de centrala delarna av Frankrike. Kommunen ligger i kantonen Châteauroux-Ouest som tillhör arrondissementet Châteauroux. År 2018 hade Villers-les-Ormes 452 invånare.

## Befolkningsutveckling
Antalet invånare i kommunen Villers-les-Ormes
Referens:INSEE